# Ancistrocerus stevensoni
Ancistrocerus stevensoni är en stekelart. Ancistrocerus stevensoni ingår i släktet murargetingar, och familjen Eumenidae. Utöver nominatformen finns också underarten A. s. marginaticollis.